# ルヌガンガ

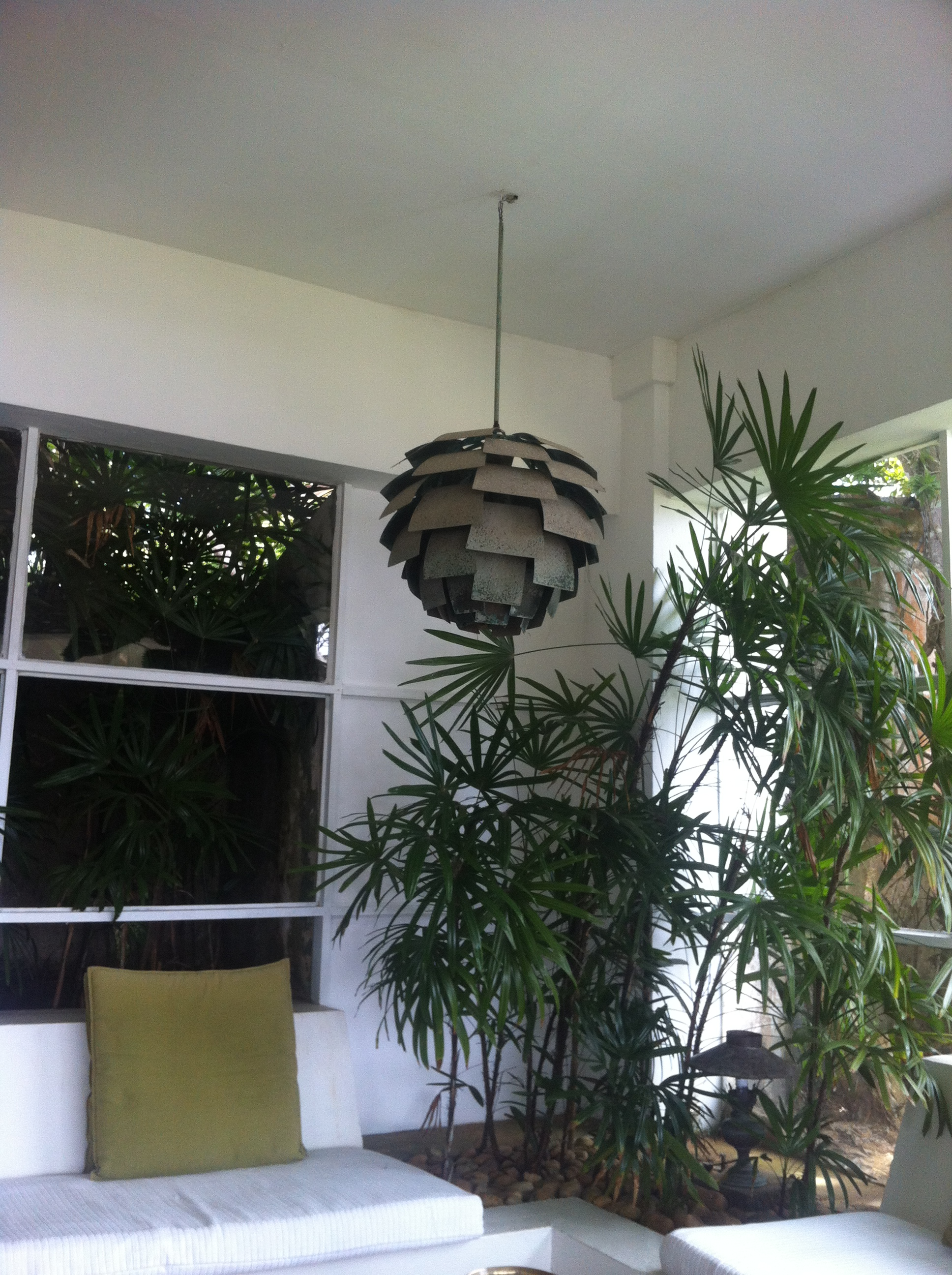
ルヌガンガ、自邸内観

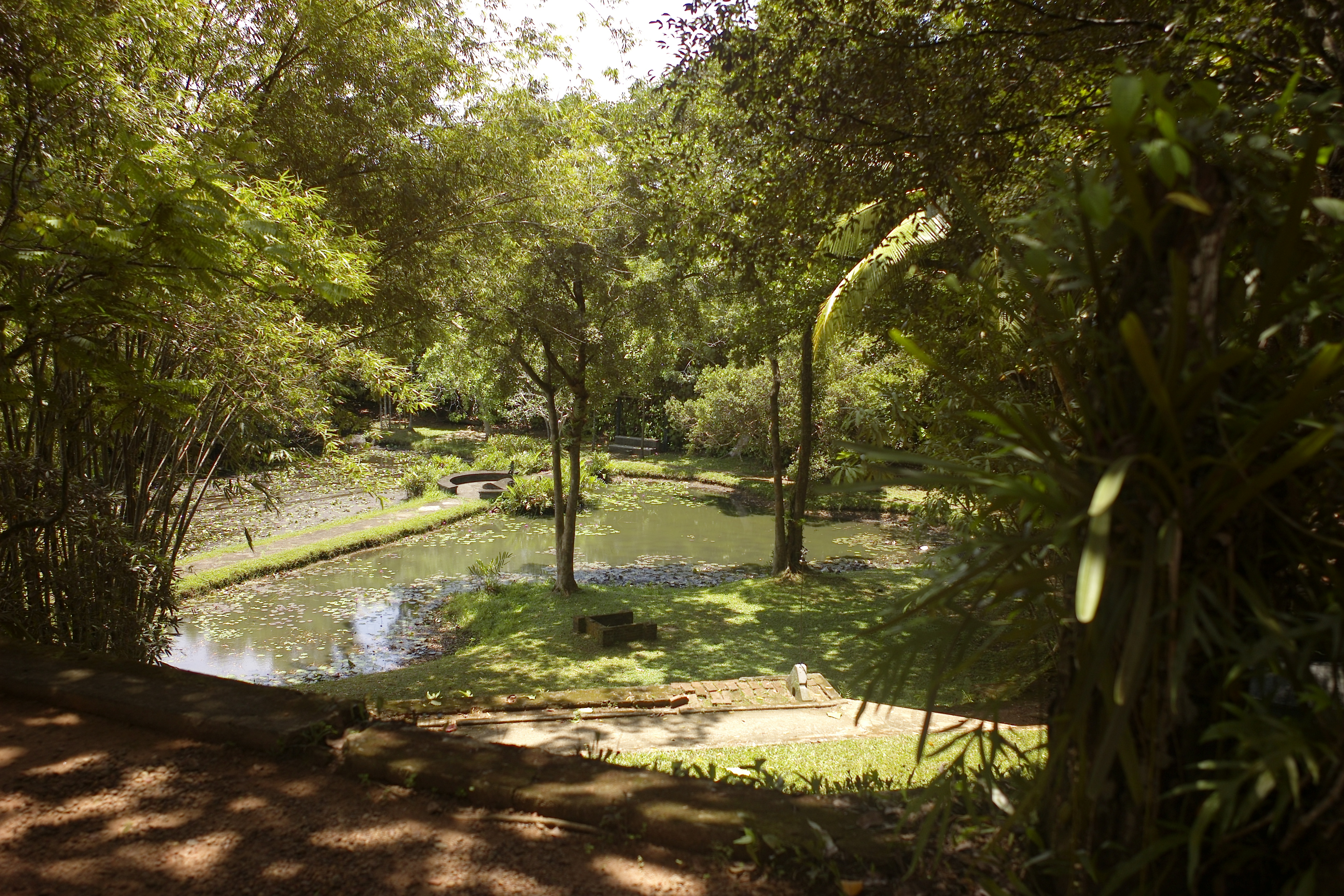
ルヌガンガ、自邸外観

ルヌガンガはスリランカの著名建築家ジェフリー・バワのカントリーハウスである。
この地所はオランダ統治時代はシナモン農園、続く英国統治時代はゴム農園であった。1948年にこの地所中の小さな家屋が地方収税吏に貸し出された。
1949年に弁護士としての資格を得たばかりのジェフリー・バワが、バンガローを週末住宅に転用してヨーロッパのルネサンス庭園のトロピカル版を造る目的で、この地所を購入する。
敷地面積は6.1ヘクタール（15エーカー）、ベントータ近郊のデワダ湖畔にある。
バワはこの敷地をルヌガンガと名付けたが、それはシンハラ語で「塩の川」を意味する。建築的素養のないことを認識したバワは英国に戻って建築を勉強し、資格を取得して1958年にセイロンに帰って来ると、エドワード、レイド、ベッグスという建築家とともに実務に携わり、他方では2003年5月のその死まで、40年にわたってルヌガンガに手を入れ続けた。最終的にシナモンヒルで火葬され、そこに永眠することになる。
建物と庭園には、ドナルド・フレンドやラキ・セナナヤケといった芸術家の作品やアジアやヨーロッパからのさまざまな文物が置かれ、2003年のバワの死後、彼の親友からなるルヌガンガ財団によって庭園は一般公開され、建物はカントリー・ハウス・ホテルとして運営されてきている。